# Hour Glass (album)
Hour Glass è il primo album degli Hour Glass, pubblicato dalla Liberty Records nel 1967.

## Tracce
Lato A
1. Out of the Night – 2:00 (Alex Moore, Bruce Welch)
2. Nothing but Tears – 2:30 (Buddy Scott, Jimmy Radcliffe)
3. Love Makes the World Go 'Round – 2:37 (Deon Jackson)
4. Cast Off All My Fears – 3:31 (Jackson Browne)
5. I've Been Trying (Version #2) – 2:40 (Curtis Mayfield)
6. No Easy Way Down – 3:15 (Gerry Goffin, Carole King)

Lato B
1. Heartbeat – 4:45 (Ed Cobbs)
2. So Much Love – 2:57 (Gerry Goffin, Carole King)
3. Got to Get Away – 2:11 (Gregg Allman)
4. Silently – 2:45 (Del Shannon, Dan Burgoise)
5. Bells – 2:22 (Peter Alin)

Edizione CD del 1992, pubblicato dalla EMI Records USA
1. Out of the Night – 1:57 (Alex Moore, Bruce Welch)
2. Nothing but Tears – 2:28 (Buddy Scott, Jimmy Radcliffe)
3. Love Makes the World Go 'Round – 2:42 (Deon Jackson)
4. Cast Off All My Fears – 3:31 (Jackson Browne)
5. I've Been Trying (Version #2) – 2:40 (Curtis Mayfield)
6. No Easy Way Down – 3:20 (Gerry Goffin, Carole King)
7. Heartbeat – 4:52 (Ed Cobb)
8. So Much Love – 2:57 (Gerry Goffin, Carole King)
9. Got to Get Away – 2:14 (Gregg Allman)
10. Silently – 2:48 (Dan Burgoise, Del Shannon)
11. Bells – 2:24 (Peter Alin)
12. In a Time – 2:17 (Paul Hornsby) – Bonus Track - Brano inedito
13. I'v Been Trying (Version #1) – 2:35 (Curtis Mayfield) – Bonus Track - Brano inedito
14. Kind of a Man – 3:07 (Autore sconosciuto) – Bonus Track - Brano inedito
15. D-i-v-o-r-c-e – 3:12 (Bobby Braddock, Curly Putman) – Bonus Track
16. She Is My Woman – 2:38 (Autore sconosciuto) – Bonus Track
17. Bad Dream – 3:37 (Gregg Allman) – Bonus Track - Brano inedito
18. Three Time Loser – 2:40 (Don Covay, Ronald Miller) – Bonus Track - Brano inedito

## Formazione
A1, A2, A3, A4, A5, A6, B1, B2, B3, B4 e B5/CD - nr. 1, 2, 3, 4, 5, 6, 7, 8, 9, 10, 11, 12 e 13
- Duane Allman - chitarre
- Gregg Allman - organo, voce
- Paul Hornsby - tastiere, chitarra, voce
- Mabron McKinney - basso
- Johnny Sandlin - batteria[4]

CD - nr. 14, 15, 16, 17 e 18
- Gregg Allman - tastiere, voce
- altri musicisti sconosciuti